# Bovenkarspel
Bovenkarspel is een dorp in de gemeente Stede Broec, in de regio West-Friesland, in de provincie Noord-Holland. Het dorp heeft bijna 10.315 inwoners, maar de bebouwing van Bovenkarspel is vandaag de dag volledig samengesmolten met die van Grootebroek, zodat beide dorpen in feite één woonkern vormen. Het gemeentehuis van de gemeente Stede Broec alsmede beide treinstations van de gemeente liggen op het grondgebied van het oude Bovenkarspel. Bovenkarspel was, tezamen met Broekerhaven, tot 1 januari 1979 een zelfstandige gemeente.
Ten noorden van het dorp ligt het natuur- en recreatiebos Het Streekbos, waar ook de Westfriese afdeling van de natuurvereniging IVN zit.

## Geschiedenis
Bovenkarspel is al een oude woonkern: het wordt reeds in 1193 genoemd. Het heeft dan 200 inwoners en de plaats zou toen ook al een kerk of parochie ("kerkspel of karspel") hebben. De plaats is ontstaan aan een lage dijk, gelegen tussen Hoorn en Enkhuizen, genaamd de Streek. Door de aanwezigheid van een zandrug in de ondergrond ligt dit dorp hoger dan het naburige Grootebroek en Lutjebroek, wat de naam Bovenkarspel verklaart. Het grondgebied van het dorp (de banne) liep van de zuiderdijk (waar nu Broekerhaven ligt), tot aan de noorderdijk (waar nu het oostelijk deel van Andijk ligt), begrenst met de banne Grootebroek in het westen en de banne Enkhuizen in het oosten.
In 1364 kregen Bovenkarspel en Grootebroek gezamenlijk stadsrechten onder de naam Stede Broec. In 1402 sloten Lutjebroek en Horn aan en een jaar later ook Hoogkarspel. Dankzij de stadsrechten groeide de plaats in grootte en belangrijkheid. Zo zelfs dat men in 1415 toestemming kreeg voor een haven in het achterland van de stad, ten zuiden van Bovenkarspel bij de Zuiderzee. Maar door ruzie met de naastgelegen stad Enkhuizen duurde het tot 1449 voor men daadwerkelijk met de aanleg kon beginnen. De uiteindelijk ontstane haven kent zowel een buitenhaven als binnenhaven. Bij de haven groeide naast de gewone bedrijvigheid ook een woonkern, deze kern kreeg de naam van de haven: Broekerhaven. Lang werd het als eigen kern beschouwd en de woonkern viel ook buiten de stad. 
Uit de Informacie van 1514 blijkt dat Bovenkarspel het hoogste inwonertal had binnen de Stede Grootebroek, namelijk zo'n 700 inwoners van boven de c. 12 jaar. Ook wordt vermeld dat Bovenkarspel 189 woonhuizen had, waarvan zo'n 50 huishoudens vielen onder de armenzorg. De mensen werkten vooral in de visserij en de landbouw.
In Bovenkarspel stond op de kruising van het vaarwater de Tocht en de Broekerhavenweg een korenmolen. Deze is in 1849 vervangen door een nieuwe molen, genaamd Ceres. Op 31 december 2019 brandde de molen volledig uit. Daarnaast stond er ook een houtzagerij aan de Broekerhavenweg en een lijnbaan aan de Hoofdstraat.
Bij uit elkaar vallen van de stad in diverse gemeenten werd Broekerhaven onderdeel van de gemeente Bovenkarspel en zelfs zo dat het onderdeel werd van het dorp Bovenkarspel. Broekerhaven bleef wel lang een wat losliggende buurt. Maar tegen het eind van de twintigste eeuw maakte de wijk Plan Zuid daar een einde aan, en sindsdien liggen de twee nagenoeg aan elkaar vastgebouwd. In 1979 is Bovenkarspel, samen met Broekerhaven, opgegaan in de gemeente Stede Broec. Het gemeentehuis van Stede Broec, ligt in het Bovenkarspel naast het winkelcentrum Streekhof, dat een regionale functie vervult.

## Westfriese Flora
Bovenkarspel is internationaal bekend door de tot en met 1999 gehouden bloemenshow de Westfriese Flora. Daar is destijds ook speciaal het nog steeds bestaande treinstation Station Bovenkarspel Flora voor aangelegd.

### Legionellaramp
De in Nederland bekendste uitbraak van legionellose was die tijdens de Westfriese Flora in Bovenkarspel in 1999. Meer dan 200 mensen werden tijdens deze epidemie ziek, 32 overleden aan de gevolgen van de veteranenziekte. Door de incubatietijd van de ziekte kan het zijn dat niet alle patiënten zijn ontdekt. De oorzaak was een jacuzzi-showmodel dat op de huishoudbeurs van de Flora geplaatst was. De uitbraak is wel een stimulans geworden om beter te controleren op de bacterie.

## Infrastructuur
Bovenkarspel is makkelijk te bereiken vanuit dichtbijgelegen plaatsen als Hoorn en Enkhuizen, mede door de N302 en N506.
Openbaar vervoer van en naar het dorp bestaat onder andere uit streekvervoer richting Andijk. Het dorp beschikt ook over twee treinstations - Bovenkarspel-Grootebroek en Bovenkarspel-Flora, waar ieder halfuur de trein naar onder andere Amsterdam en Utrecht vertrekt. Dit is meestal de intercity in de richting van Heerlen of Maastricht.

## Geboren in Bovenkarspel
- Jan Elders (1900–1992), bestuurder
- Johannes Willebrands (1909–2006), (curie)kardinaal, metropoliet en aartsbisschop van Utrecht
- Gerard Visser (1950), filosoof